# Encarsia nigriventris
Encarsia nigriventris är en stekelart som först beskrevs av Girault 1913.  Encarsia nigriventris ingår i släktet Encarsia och familjen växtlussteklar. Inga underarter finns listade i Catalogue of Life.